# باتريك اندكفيست
باتريك اندكفيست (بالسويدية: Patrik Lundqvist)‏ هو لاعب كرة الريشة سويدي، ولد في 3 يونيو 1991.

## وصلات خارجية
- باتريك اندكفيست على موقع BWF.tournamentsoftware.com (الإنجليزية)
- باتريك اندكفيست على موقع BWFbadminton.com (الإنجليزية)